# Hôpital de la Sainte-Trinité de Beaune
Ne doit pas être confondu avec Hospices de Beaune.
L'Hôpital de la Sainte-Trinité dit Hospice de la Charité de Beaune est un ancien établissement hospitalier,  situé 3 rue Rousseau Deslandes et 20 rue Marie Favart à Beaune, construit en 1645 par Antoine Rousseau et Barbe Deslandes.
La chapelle et la sacristie, le bureau de réception, le réfectoire des sœurs ont été classés « monument historique » par arrêté du 12 décembre 1975 ; les façades et toitures des bâtiments des XVIIe et XVIIIe siècles sur la cour principale, deux portails d'entrée de la cour ont été inscrits à l'inventaire des « monuments historiques » à la même date.

## Historique
L'établissement fondé en 1645, fut construit à partir de maisons de la fin du XVe siècle ou du début du XVIe siècle dont une partie du gros œuvre a été conservée dans le bâtiment ouest édifié dans la deuxième moitié du XVIIe siècle. La maison des fondateurs date vraisemblablement de la première moitié du XVIIe siècle ; le corps de bâtiment qui la jouxte ainsi que ceux qui longent la rue Rousseau-Deslandes sont des constructions du XVIIIe siècle. À la même époque a été refait l'aménagement intérieur des appartements du bâtiment ouest (lambris et cheminées). Le bâtiment « Est » fut élevé de 1820 à 1826 sur les plans de l'architecte Louis Moyne. Une aile « Nord » en retour côté rue lui fut ajoutée en 1892.

## Description
Les bâtiments de l'hospice sont distribués autour d'une cour d'honneur rectangulaire fermée, accessible au Sud par un portail en anse-de-panier. Celui-ci est percé dans un mur cintré reliant l'ancienne maison des fondateurs au grand bâtiment Sainte-Anne Saint-Antoine bordant la cour à l'Est. Les appartements de la communauté des sœurs et des orphelines se trouvent dans le bâtiment Ouest. 
L'hospice est aujourd'hui un home pour personnes âgées.